# NK Čelik Gaboš
NK Čelik je nogometni klub iz Gaboša.
U sezoni 2020./21. se natječe se u 3. ŽNL Vukovarsko-srijemska NS Vinkovci.
U sastavu kluba uspješno se natječe i pionirska sekcija, dok veterani nastupaju u Nogometnoj ligi veterana ZVO-a.

## Povijest
Nogometni klub Čelik Gaboš osnovan je 1928. godine, a danas se natječe u Trećoj županijskoj nogometnoj ligi Vukovarsko-srijemske županije, nogometnog središta Vinkovci. 

U sezoni 2005./06., klub je postao prvak 3. ŽNL Vukovarsko-srijemske (Grupa A) i time izborio promociju u 2. ŽNL Vukovarsko-srijemsku, ali se odmah nakon te sezone vratio u 3. ŽNL.
Nakon završene sezone 2008./09. "Čelik" je zauzeo 2. mjesto od ukupno 12 klubova. Nakon toga klub prvenstva završava u sredini tablice.

### Plasmani kluba kroz povijest
| Sezona                              | Liga                                               | Plasman            |
| ----------------------------------- | -------------------------------------------------- | ------------------ |
| 1950.                               | Kotarska nogometna liga Vinkovci Jedinstvena grupa |                    |
| 1951.                               | Kotarska nogometna liga Vinkovci Jedinstvena grupa |                    |
| 1953./54.                           | Kotarska nogometna liga Vinkovci Grupa I           |                    |
| 1966./67.                           | Grupno prvenstvo NP Vinkovci Grupa I               | 9. mjesto          |
| 1967./68.                           | Grupno prvenstvo NP Vinkovci Grupa I               | 4. mjesto          |
| 1968./69.                           | Grupno prvenstvo NP Vinkovci Grupa I               |                    |
| 1969./70.                           | Grupno prvenstvo NP Vinkovci Grupa I               |                    |
| 1970./71.                           | Grupno prvenstvo NP Vinkovci Grupa I               | 6. mjesto          |
| 1971./72.                           | Grupno prvenstvo NP Vinkovci Grupa I               | 6. mjesto          |
| 1972./73.                           | Grupno prvenstvo NP Vinkovci Grupa II              |                    |
| 1973./74.                           | Grupno prvenstvo NP Vinkovci Grupa I               |                    |
| 1974./75.                           | Grupno prvenstvo NP Vinkovci Grupa I               |                    |
| 1975./76.                           | Grupno prvenstvo NP Vinkovci Grupa I               |                    |
| 1976./77.                           | Grupno prvenstvo NP Vinkovci Grupa I               |                    |
| 1977./78.                           | Grupno prvenstvo ONS Vinkovci Grupa I              | 7. mjesto          |
| 1978./79.                           | Grupno prvenstvo ONS Vinkovci Grupa I              |                    |
| 1979./80.                           | Grupno prvenstvo ONS Vinkovci Grupa I              | 9. mjesto          |
| 1980./81.                           | Grupno prvenstvo ONS Vinkovci Grupa I              |                    |
| 1981./82.                           | Grupno prvenstvo ONS Vinkovci Grupa I              | 1. mjesto          |
| 1982./83.                           | Općinska liga Vinkovci                             |                    |
| 1985./86.                           | Grupno prvenstvo ONS Vinkovci Grupa I              | 2. mjesto          |
| 1986./87.                           | Grupno prvenstvo ONS Vinkovci Grupa I              | 1. mjesto          |
| 1987./88.                           | 1. općinska liga Vinkovci                          |                    |
| 1988./89.                           | 1. općinska liga Vinkovci                          | 10. mjesto         |
| 1989./90.                           | 1. općinska liga Vinkovci                          |                    |
| 1990./91.                           | 2. općinska liga Vinkovci                          |                    |
| 1991./92.                           | klub nije djelovao                                 | klub nije djelovao |
| 1992. – 1998. Prvenstvo RSK         |                                                    |                    |
| 1998. – 2005. klub se nije natjecao |                                                    |                    |
| 2005./06.                           | 3. ŽNL Vukovarsko-srijemska Grupa A                | 1. mjesto          |
| 2006./07.                           | 2. ŽNL Vukovarsko-srijemska NS Vinkovci            | 12. mjesto         |
| 2007./08.                           | 3. ŽNL Vukovarsko-srijemska NS Vinkovci            | 2. mjesto          |
| 2008./09.                           | 3. ŽNL Vukovarsko-srijemska NS Vinkovci            | 2. mjesto          |
| 2009./10.                           | 3. ŽNL Vukovarsko-srijemska NS Vinkovci            | 7. mjesto          |
| 2010./11.                           | 3. ŽNL Vukovarsko-srijemska NS Vinkovci            | 6. mjesto          |
| 2011./12.                           | 3. ŽNL Vukovarsko-srijemska NS Vinkovci            | 3. mjesto          |
| 2012./13.                           | 3. ŽNL Vukovarsko-srijemska NS Vinkovci            | 5. mjesto          |
| 2013./14.                           | 3. ŽNL Vukovarsko-srijemska NS Vinkovci            | 6. mjesto          |
| 2014./15.                           | 3. ŽNL Vukovarsko-srijemska NS Vinkovci            | 7. mjesto          |
| 2015./16.                           | 3. ŽNL Vukovarsko-srijemska NS Vinkovci            | 7. mjesto          |
| 2016./17.                           | 3. ŽNL Vukovarsko-srijemska NS Vinkovci            | 5. mjesto          |

## Vanjske poveznice
- Poslovna.hr: NK Čelik Gaboš